# 1807 en architecture
| Années de l'architecture : 1804 - 1805 - 1806 - 1807 - 1808 - 1809 - 1810    |
| Décennies de l'architecture : 1770 - 1780 - 1790 - 1800 - 1810 - 1820 - 1830 |

Cet article présente les faits marquants de l'année 1807 en architecture.

## Récompenses
- Prix de Rome : x.

## Naissances
- 19 mars : Jean-Baptiste-Antoine Lassus († 15 juillet 1857).